# Grande Prêmio da Alemanha de 2001
Resultados do Grande Prêmio da Alemanha de Fórmula 1 (formalmente LXIII Großer Mobil 1 Preis von Deutschland) realizado em Hockenheim em 29 de julho de 2001. Décima segunda etapa da temporada, foi vencido pelo alemão Ralf Schumacher, da Williams-BMW.

## Resumo
- Primeira pole de Montoya e de um piloto colombiano na Fórmula 1.
- Primeiros (e únicos) pontos de Jenson Button na temporada.
- Último pódio de Jacques Villeneuve e o segundo da equipe BAR.
- Última prova realizada no traçado antigo de Hockenheim.
- Última vez que um carro da Prost marca pontos, graças ao sexto lugar de Jean Alesi, que inclusive fez sua despedida da escuderia. Ele assinou com a Jordan numa troca que envolvia o alemão Heinz-Harald Frentzen, que ocuparia a vaga deixada pelo francês.
- Na primeira largada, Michael Schumacher foi atingido em cheio pela Prost de Luciano Burti, que chega a ficar em posição quase vertical, até aterrissar e tocar na Arrows do compatriota Enrique Bernoldi.
- Além do quinto lugar de Button, o quarto lugar obtido por Giancarlo Fisichella marcou a última vez que a equipe Benetton, vendida para a Renault em 2000, pontuou com seus dois carros em uma corrida.
- Foi o último pódio canadense na Fórmula 1 por 16 anos, até o Grande Prêmio do Azerbaijão de 2017, no qual Lance Stroll terminou em terceiro lugar.

## Classificação
| Pos.   | Nº | Piloto               | Construtor       | Voltas | Tempo/Diferença        | Grid | Pontos |
| ------ | -- | -------------------- | ---------------- | ------ | ---------------------- | ---- | ------ |
| 1      | 5  | Ralf Schumacher      | Williams-BMW     | 45     | 1:18:17.873            | 2    | 10     |
| 2      | 2  | Rubens Barrichello   | Ferrari          | 45     | + 46.117               | 6    | 6      |
| 3      | 10 | Jacques Villeneuve   | BAR-Honda        | 45     | + 1:02.806             | 12   | 4      |
| 4      | 7  | Giancarlo Fisichella | Benetton-Renault | 45     | + 1:03.477             | 17   | 3      |
| 5      | 8  | Jenson Button        | Benetton-Renault | 45     | +1:05.454              | 18   | 2      |
| 6      | 22 | Jean Alesi           | Prost-Acer       | 45     | + 1:05.950             | 14   | 1      |
| 7      | 9  | Olivier Panis        | BAR-Honda        | 45     | + 1:17.527             | 13   |        |
| 8      | 15 | Enrique Bernoldi     | Arrows-Asiatech  | 44     | + 1 volta              | 19   |        |
| 9      | 14 | Jos Verstappen       | Arrows-Asiatech  | 44     | + 1 volta              | 20   |        |
| 10     | 21 | Fernando Alonso      | Minardi-European | 44     | + 1 volta              | 21   |        |
| Ret    | 12 | Jarno Trulli         | Jordan-Honda     | 34     | Pane hidráulica        | 10   |        |
| Ret    | 4  | David Coulthard      | McLaren-Mercedes | 27     | Motor                  | 5    |        |
| Ret    | 20 | Tarso Marques        | Minardi-European | 26     | Câmbio                 | 22   |        |
| Ret    | 6  | Juan Pablo Montoya   | Williams-BMW     | 24     | Motor                  | 1    |        |
| Ret    | 1  | Michael Schumacher   | Ferrari          | 23     | Pressão do óleo        | 4    |        |
| Ret    | 23 | Luciano Burti        | Prost-Acer       | 23     | Spun off               | 16   |        |
| Ret    | 17 | Kimi Räikkönen       | Sauber-Petronas  | 16     | Semieixo               | 8    |        |
| Ret    | 18 | Eddie Irvine         | Jaguar-Cosworth  | 16     | Pressão do combustível | 11   |        |
| Ret    | 3  | Mika Häkkinen        | McLaren-Mercedes | 13     | Motor                  | 3    |        |
| Ret    | 11 | Ricardo Zonta        | Jordan-Honda     | 7      | Acidente               | 15   |        |
| Ret    | 16 | Nick Heidfeld        | Sauber-Petronas  | 0      | Acidente               | 7    |        |
| Ret    | 19 | Pedro de La Rosa     | Jaguar-Cosworth  | 0      | Acidente               | 9    |        |
| Fonte: |    |                      |                  |        |                        |      |        |

## Tabela do campeonato após a corrida
| Pos.   | Piloto             | Pontos |
| ------ | ------------------ | ------ |
| 1      | Michael Schumacher | 84     |
| 2      | David Coulthard    | 47     |
| 3      | Ralf Schumacher    | 41     |
| 4      | Rubens Barrichello | 40     |
| 5      | Mika Häkkinen      | 19     |
| Fonte: |                    |        |

| Pos.   | Equipe           | Pontos |
| ------ | ---------------- | ------ |
| 1      | Ferrari          | 124    |
| 2      | McLaren-Mercedes | 66     |
| 3      | Williams-BMW     | 56     |
| 4      | Sauber-Petronas  | 19     |
| 5      | BAR-Honda        | 16     |
| Fonte: |                  |        |